# 米飛脚
米飛脚（こめびきゃく）とは、江戸時代に大坂堂島米会所における米相場の情報を各地に伝えるために発せられた飛脚のこと。
主に堂島や北浜など米会所周辺の飛脚が務め、1ヶ月に10回程度最新の相場情報を周辺地域や西国の米商人に伝え、商人たちはこれを参考に自前の米を大坂に売ったり、大坂の米を買い付けたりした。主に米相場の情報伝達を役割としていたが、時には依頼を受けて荷物も引き受ける場合もあった。